# 埃斯米勒巴赫河

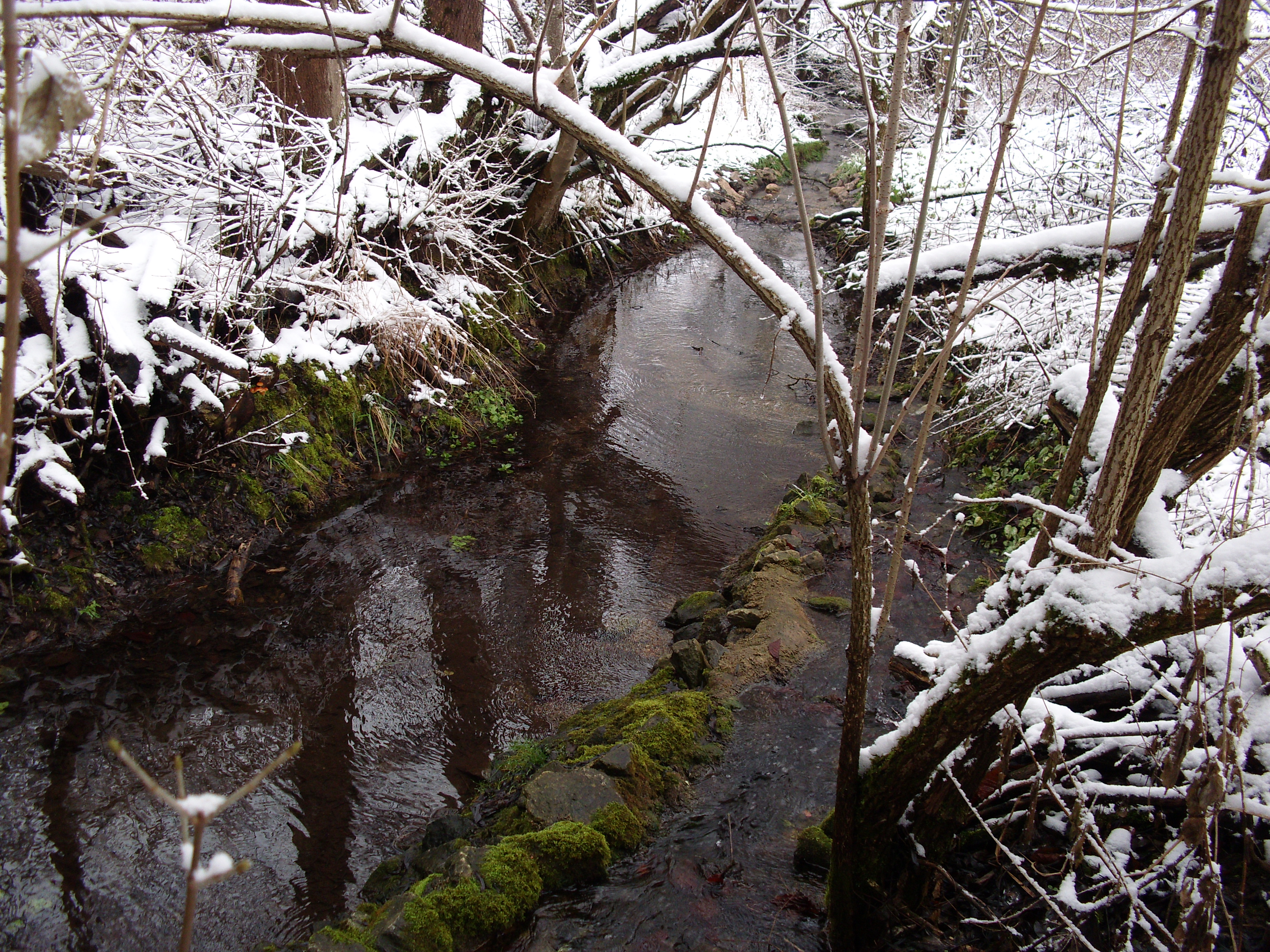
埃斯米勒巴赫河

47°58′30″N 10°27′32″E / 47.974869°N 10.458770°E
埃斯米勒巴赫河（德語：Eßmühler Bach），是德國的河流，位於該國東南部，由巴伐利亞負責管轄，處於上阿爾高縣，屬於韋斯特納赫河的支流，河道全長2公里。